# Larry Connor
Larry Connor (Albany, 07 de janeiro de 1950) é um empreendedor de real estate e tecnologia dos Estados Unidos. Connor é chefe do Connor Group, uma firma de investimento de real estate [en].

## Educação
Nascido em 1950 em Albany, Nova Iorque, Connor gormou-se summa cum laude em 1972 na Universidade de Ohio em Athens, Ohio. Connor foi membro do Who’s Who of College Students e foi um dos 22 estudantes numa turna de 4,500 selecionados para a Ohio University J Club.

## Carreira
De 1982 a 1990, Connor foi dono do Orlando Computer Corp.
O Connor Group, uma firma de investimentos de real estate, foi fundada como Connor, Murphy & Buhrman em 1992. Connor a comprou de seus parceiros e estabeleceu o Connor Group em 2003. No decorrer dos próximos 18 anos, o Connor Grupo valorizou de $100 milhões até $3,7 bilhões patrimônio.
Connor e sua firma já receberam diversos prêmios, incluindo o 2014 Glassdoor Top 50 Best Places to Work in the US, Small and Medium-Sized Companies, uma nomeação ao Dayton Magazine 2017 Dayton Business Hall of Fame e vários Dayton Business Journal Top 100 Businesses in the Region.
Em 23 de abril de 2020, Connor doou $1,6 milhões em bônus para seus associados.
Em 2007, Connor fundou o Connor Group Kids & Community Partners.
Em 2004, Connor co-fundou o Heartland Regional Power, uma firma que fornece soluções de faturamento para a indústria multi-familiar. First Billing Services, uma plataforma de pagamento e processamento de faturas, também co-fundada por Connor, foi comprada pela firma.
Connor foi membro do Conselho Nacional do Hospital McLean desde 2008 e trabalha como um parceiro estratégico com a Mayo Clinic.

## Interesses pessoais
Connor é um piloto particular envolvido em várias competições aerobáticas, participa de corrida off-road, e em circuitos. Ele realizou mergulhos na Fossa das Marianas em 2021.

## Voo espacial
Foi anunciado no dia 26 de janeiro de 2021 que Larry Connor pilotaria a primeira missão particular para a Estação Espacial Internacional no começo de 2022, como parte da Axiom Mission 1. Isto o tornaria a terceira pessoa mais idosa no espaço, após Wally Funk e John Glenn, na data de lançamento.